# Catedral de la Madre de la Gracia (Daming)
La Catedral de la Madre de la Gracia también llamada alternativamente Iglesia de Nuestra Señora de la Gracia (en chino:宠爱之母主教座堂 o bien 大名宠爱之母堂) es el nombre que recibe un edificio religioso de la Iglesia Católica que se encuentra ubicado en el condado de Daming en la provincia de Hebei, en la República Popular de China. 
La construcción de la iglesia comenzó en 1918 y duró tres años impulsada por católicos de Francia. Funciona como la sede de la diócesis de Daming (Dioecesis Tamimensis, 教區大名) que fue creada el 10 de julio de 1947 reemplazando una prefectura apostólica anterior.
El templo sigue el rito romano o latino. tiene una superficie de 1220 metros cuadrados, con capacidad para más de 1.000 personas arrodilladas en la iglesia. Destaca una torre campanario de 42 metros de alto, y una estatua de bronce con incrustaciones de la Virgen con Jesús.